# باتريك باكستر
باتريك باكستر (بالإنجليزية: Patrick Baxter)‏ (و. 1891 – 1959 م) هو سياسي، وفلاح من جمهورية أيرلندا، والدولة الأيرلندية الحرة، توفي عن عمر يناهز 68 عاماً.

## مناصب
تولى منصب عضو مجلس الشيوخ من أيرلندا (22 مايو 1957–3 أبريل 1959)
- رئيس مجلس الشيوخ [الإنجليزية]‏ (22 يوليو 1954–22 مايو 1957)
- عضو مجلس الشيوخ من أيرلندا (22 يوليو 1954–28 مارس 1957)[4]
- عضو مجلس الشيوخ من أيرلندا (14 يوليو 1951–7 يوليو 1954)[4]
- عضو مجلس الشيوخ من أيرلندا (21 أبريل 1948–25 يوليو 1951)[4]
- عضو مجلس الشيوخ من أيرلندا (18 أغسطس 1944–12 مارس 1948)[4]
- عضو مجلس الشيوخ من أيرلندا (8 سبتمبر 1943–5 يوليو 1944)[4]
- عضو مجلس الشيوخ من أيرلندا (7 سبتمبر 1938–14 يوليو 1943)[4]
- عضو مجلس الشيوخ من أيرلندا (27 أبريل 1938–22 يوليو 1938)[4]
- عضو مجلس الشيوخ من أيرلندا (6 ديسمبر 1934–19 مايو 1936)[4]
- نائب دييل (23 يونيو 1927–16 أغسطس 1927)[4]
- نائب دييل (19 سبتمبر 1923–20 مايو 1927)[4]

.